# Lepimormia hemiboreale
Lepimormia hemiboreale är en tvåvingeart som beskrevs av Salmela och Piirainen 2005. Lepimormia hemiboreale ingår i släktet Lepimormia och familjen fjärilsmyggor.
Artens utbredningsområde är Estland. Inga underarter finns listade i Catalogue of Life.